# Конвой ON 144
Конвой ON 144, також конвой ONS 144 (англ. Convoy ONS 144) — 144-й атлантичний конвой серії ON у кількості 45 транспортних суден, що у супроводженні союзних кораблів ескортної групи B6 прямував від Британських островів до морських портів Північної Америки. Конвой вийшов 7 листопада з Ліверпуля, згодом транспорти зустріла Серединно-океанічна ескортна група B-6 Королівського флоту Канади, що складалася з британського та норвезьких корветів класу «Флавер» «Вервейн», «Потентілла», «Еглантін», «Монбретіа» і «Роуз» і рятувального судна конвою «Перт».

## Історія
У серпні 1942 року, коли союзники забезпечили прибережні конвої в західній Атлантиці надійними ескортними силами для відсічі атак німецьких субмарин, це призвело до завершення так званого Другого щасливого часу. Адмірал Карл Деніц, головнокомандувач підводних сил Крігсмаріне (BdU), переніс фокус дій своїх підлеглих у середину Атлантики, щоб уникнути можливості їх виявлення патрульними літаками противника. Хоча в середині океану маршрути конвоїв стали менш передбачуваними, Деніц вважав, що збільшена кількість підводних човнів, що діятимуть одночасно, зможе ефективно шукати конвої за сприяння розвідувальних даних, отриманих завдяки розшифровці дешифрувальників морської розвідки (B-Dienst) британського військово-морського шифру номер 3. Однак лише 20 відсотків із 180 трансатлантичних конвоїв, що йшли з кінця липня 1942 року до кінця квітня 1943 року, втратили судна внаслідок нападу підводних човнів.
7 листопада 1942 року конвой ON 144, що складався з 45 торговельних суден (декілька повернулося назад через технічні проблеми), вийшов із Ліверпуля у супроводженні місцевого ескорту. Вовча зграя «Крайцоттер» була на той час єдиною силою, що залишилася на північноатлантичних лініях конвоїв після відведення всіх наявних човнів Крігсмаріне для протидії операції союзників «Смолоскип» у Північній Африці.
15 листопада U-521 виявив конвой і здійснив безуспішну атаку, але втратив контакт з конвоєм унаслідок контратаки «Роуз». U-611 також вдалося виявити союзний конвой, але через погану видимість він був знову втрачений.
17 листопада U-184, U-262 і U-264 самостійно знайшли конвой і розпочали одночасну атаку після заходу сонця. U-262 промахнувся трьома торпедами. U-264 потопив 6696-тонне грецьке вантажне судно Mount Taurus, а U-184 — 3192-тонне британське вантажне судно Widestone.
У передсвітанкові години 18 листопада U-624, U-522, U-521, U-224, U-383, U-454 і U-753 здійснили торпедні атаки. В результаті U-624 потопив 5344-тонний британський танкер President Sergent і 4732-тонний американський вантажник Parismina і пошкодив 5432-тонне американське вантажне судно Yaka, яке пізніше було добито U-522. Ймовірно під час контратаки канадських корветів, оснащених радіолокаторами, був протоплений німецький човен U-184. Норвезький корвет «Монбретіа» був торпедований U-262 і затонув.

## Кораблі та судна конвою ON 144

### Транспортні судна
Позначення
| Назва                       | Прапор              | Тоннаж (GRT) | Прим.                                                        |
| --------------------------- | ------------------- | ------------ | ------------------------------------------------------------ |
| Agia Marina (1912)          | Грецьке королівство | 4 151        |                                                              |
| Baxtergate (1925)           | Велика Британія     | 5 531        |                                                              |
| Bestik (1920)               | Норвегія            | 2 684        |                                                              |
| Borgfred (1925)             | Норвегія            | 2 183        |                                                              |
| Cantal (1916)               | Велика Британія     | 3 178        | повернулося                                                  |
| Cetus (1920)                | Норвегія            | 2 614        |                                                              |
| Dimitros Inglessis (1918)   | Грецьке королівство | 5 275        |                                                              |
| Empire Stour (1930)         | Велика Британія     | 4 696        |                                                              |
| Fjallfoss (1919)            | Ісландія            | 1 451        |                                                              |
| Godafoss (1921)             | Ісландія            | 1 542        |                                                              |
| Governor John Lind (1918)   | США                 | 3 431        |                                                              |
| Guido (1920)                | Велика Британія     | 3 921        |                                                              |
| Ingertre (1921)             | Норвегія            | 2 462        |                                                              |
| Leonidas N. Condylis (1912) | Грецьке королівство | 3 923        |                                                              |
| Maycrest (1913)             | Велика Британія     | 5 923        | судно віцекомандора конвою                                   |
| Minister Wedel (1930)       | Норвегія            | 6 833        |                                                              |
| Monkleigh (1927)            | Велика Британія     | 5 203        |                                                              |
| Moscha D. Kydoniefs (1915)  | Грецьке королівство | 3 874        |                                                              |
| Mount Taurus (1920)         | Грецьке королівство | 6 696        | 17 листопада потоплено U-264                                 |
| Nordeflinge (1942)          | Велика Британія     | 2 873        |                                                              |
| Norlom (1919)               | Норвегія            | 6 412        |                                                              |
| Orwell (1905)               | Норвегія            | 7 920        |                                                              |
| Parismina (1908)            | США                 | 4 732        | приєднався в Ісландії; 18 листопада потоплено U-624          |
| Perth (1915)                | Велика Британія     | 2 259        | Рятувальне судно конвою                                      |
| President Sergent (1923)    | Велика Британія     | 5 344        | танкер; судно комодора конвою; 18 листопада потоплений U-264 |
| Reigh Count (1907)          | Панама              | 4 657        |                                                              |
| Robert E. Hopkins (1921)    | США                 | 6 625        |                                                              |
| Selfoss (1914)              | Ісландія            | 775          |                                                              |
| Suderøy (1913)              | Норвегія            | 7 562        |                                                              |
| Tahchee (1914)              | Велика Британія     | 6 508        |                                                              |
| Titanian (1924)             | Норвегія            | 4 880        |                                                              |
| Van de Velde (1919)         | Нідерланди          | 6 389        |                                                              |
| Widestone (1920)            | Велика Британія     | 3 192        | 17 листопада потоплений U-184                                |
| Yaka (1920)                 | США                 | 5 432        | приєднався в Ісландії; 18 листопада потоплено U-522          |
| Yemassee (1922)             | Панама              | 2 001        | приєднався в Ісландії                                        |

### Кораблі ескорту
| Назва         | Прапор                                  | Тип корабля                                              | Прим.                                                              |
| ------------- | --------------------------------------- | -------------------------------------------------------- | ------------------------------------------------------------------ |
| «Бактуш»      | Військово-морські сили Канади           | корвет типу «Флавер»                                     | 25-27 листопада                                                    |
| «Бакстон»     | Військово-морські сили Великої Британії | ескадрений міноносець типу «Таун»                        | 25-27 листопада                                                    |
| «Кобальт»     | Військово-морські сили Канади           | корвет типу «Флавер»                                     | 20-25 листопада                                                    |
| «Еглантін»    | Військово-морські сили Норвегії         | корвет типу «Флавер»                                     | 8-20 листопада                                                     |
| «Файрдрейк»   | Військово-морські сили Великої Британії | ескадрений міноносець типу «F»                           | 19—22 листопада                                                    |
| «Лачін»       | Військово-морські сили Канади           | тральщик типу «Бангор»                                   | 20-25 листопада                                                    |
| «Мідленд»     | Військово-морські сили Канади           | корвет типу «Флавер»                                     | 20-25 листопада                                                    |
| «Мінас»       | Військово-морські сили Канади           | тральщик типу «Бангор»                                   | 25-27 листопада                                                    |
| «Монбретіа»   | Військово-морські сили Норвегії         | корвет типу «Флавер»                                     | 8-18 листопада; 18 листопада потоплений німецькою субмариною U-262 |
| «Потентілла»  | Військово-морські сили Норвегії         | корвет типу «Флавер»                                     | 8-20 листопада                                                     |
| «Роуз»        | Військово-морські сили Норвегії         | корвет типу «Флавер»                                     | 8-20 листопада                                                     |
| «Роксборо»    | Військово-морські сили Великої Британії | ескадрений міноносець типу «Таун»                        | 20-25 листопада                                                    |
| «Сент-Олбанс» | Військово-морські сили Норвегії         | ескадрений міноносець типу «Таун»                        | 8-13 листопада                                                     |
| «Тіммінз»     | Військово-морські сили Канади           | корвет типу «Флавер»                                     | 25-27 листопада                                                    |
| «Біб»         | Берегова охорона США                    | куттер типу «Трежері»                                    | 8—15 листопада                                                     |
| «Дуейн»       | Берегова охорона США                    | куттер типу «Трежері»                                    | 8—15 листопада                                                     |
| «Інгем»       | Берегова охорона США                    | куттер типу «Трежері»                                    | 8—15 листопада                                                     |
| «Баджер»      | Військово-морські сили США              | ескадрений міноносець типу «Вікс»                        | 19—22 листопада                                                    |
| «Вервейн»     | Військово-морські сили Канади           | корвет типу «Флавер»                                     | 8-20 листопада                                                     |
| «Вондерер»    | Військово-морські сили Великої Британії | ескадрений міноносець «Модифікований Адміралті» типу «W» | 25—27 листопада                                                    |

## Підводні човни, що брали участь в атаці на конвой
Позначення
| Назва                                | Тип                                  | Командир                                               | Результати атаки                                                           |
| Вовча зграя «Крайцоттер» (13 човнів) | Вовча зграя «Крайцоттер» (13 човнів) | Вовча зграя «Крайцоттер» (13 човнів)                   | Вовча зграя «Крайцоттер» (13 човнів)                                       |
| ------------------------------------ | ------------------------------------ | ------------------------------------------------------ | -------------------------------------------------------------------------- |
| U-84                                 | типу VIIB                            | капітан-лейтенант Горст Упгофф                         | не здобув успіху                                                           |
| U-184                                | типу IXC/40                          | капітан-лейтенант Гюнтер Дангшат                       | 17 листопада потопив Widestone                                             |
| U-224                                | типу VIIC                            | оберлейтенант-цур-зее Ганс-Карл Косбадт                | не здобув успіху                                                           |
| U-262                                | типу VIIC                            | капітан-лейтенант Гайнц Франке                         | 18 листопада потопив норвезький корвет «Монбретіа»                         |
| U-264                                | типу VIIC                            | капітан-лейтенант Гартвіг Локс                         | 17 листопада потопив Mount Taurus                                          |
| U-383                                | типу VIIC                            | капітан-лейтенант Горст Кремсер                        | не здобув успіху                                                           |
| U-454                                | типу VIIC                            | капітан-лейтенант Буркгард Гаклендер                   | не здобув успіху                                                           |
| U-521                                | типу IXC                             | капітан-лейтенант Клаус Баргштен                       | не здобув успіху                                                           |
| U-522                                | типу IXC                             | капітан-лейтенант Герберт Шнайдер                      | 18 листопада потопив пошкоджене судно Yaka                                 |
| U-606                                | типу VIIC                            | капітан-лейтенант Дітріх фон дер Еш                    | не здобув успіху                                                           |
| U-611                                | типу VIIC                            | капітан-лейтенант Ніколаус фон Якобс                   | не здобув успіху                                                           |
| U-624                                | типу VIIC                            | оберлейтенант-цур-зее граф Ульріх фон Зоден-Фраунгофен | 18 листопада потопив танкер President Sergent і Parismina та пошкодив Yaka |
| U-753                                | типу VIIC                            | фрегаттен-капітан Альфред Мангардт фон Маннштайн       | не здобув успіху                                                           |